# Sân vận động bóng chày Nagasaki
Sân vận động bóng chày Nagasaki (長崎県営野球場 Nagasaki Ken'ei Yakyūjō,  Nagasaki Big N Stadium) là một sân vận động bóng chày nằm ở thành phố Nagasaki, Nhật Bản. Mở cửa vào năm 1997, sân hiện có sức chứa 25.000 chỗ ngồi. Nơi đây từng là sân nhà của câu lạc bộ bóng chày Nagasaki Saints.